# Brad Bridgewater
Brad Bridgewater (n. 29 martie 1973, Charleston, Virginia de Vest, SUA) este un înotător american, medaliat olimpic. A participat la o ediție a Jocurilor Olimpice (1996) în care a câștigat două medalii de aur.